# Songül Dikmen
Songül Dikmen (ur. 8 maja 1981) – turecka siatkarka, grająca jako libero. Obecnie występuje w drużynie Vakıfbank Güneş Sigorta Stambuł.